# Jacques Barzun
Jacques Martin Barzun (Créteil, Francia, 30 de noviembre de 1907 - San Antonio, Estados Unidos, 25 de octubre de 2012) fue un escritor, filósofo e historiador de ideas y la cultura estadounidense nacido en Francia.

## Trayectoria
A lo largo de siete décadas, Barzun ha escrito y editado más de cuarenta libros tocando un espectro inusualmente amplio de temas, los cuales incluyen la ciencia y la medicina, la psiquiatría desde Robert Burton a los métodos modernos de William James, el arte y la música clásica; siendo una de las mayores autoridades sobre Hector Berlioz. Algunos de sus libros, como por ejemplo Teacher in America y The House of Intellect, fueron muy leídos por lectores no eruditos y han influido el debate sobre la cultura y la educación mucho más allá del ámbito de la historia académica. Barzun tiene un gran interés en las herramientas y la mecánica de la escritura y la investigación. Barzun se dedicó a completar, a la muerte del escritor Follett, a partir de un manuscrito cuyas dos terceras partes eran solo un primer borrador, y a editar (con ayuda de otras seis personas), la primera edición (publicada en 1966) de Follett's Modern American Usage. Barzun también es el autor de libros sobre estilo literario (Simple and Direct, 1975), sobre las artes del proceso de edición. (On Writing, Editing, and Publishing, 1971), y sobre métodos de investigación en historia y otras humanidades (The Modern Researcher).
Barzun no desdeña la cultura popular: sus variados intereses incluyen la ficción detectivesca, la literatura terrorífica y el béisbol. Editó y escribió la introducción a la antología publicada en 1961, Los Placeres de la Detección, que incluye relatos de G. K. Chesterton, Dorothy L. Sayers, Rex Stout, entre otros. En 1971, Barzun coescribió (junto con Wendell Hertig Taylor), A Catalogue of Crime: Guía del lector a la Literatura de Misterio, Detección y Géneros relacionados, por el cual les fue otorgado el Special Edgar Award de la Mystery Writers of America. Participó escribiendo la introducción en la enciclopedia del terror Enciclopedia Penguin del horror y lo sobrenatural (1986). Barzun fue asimismo divulgador del crítico de teatro James Agate, especialmente famoso por sus diarios personales, a quien comparó por sus logros con Pepys. Barzun editó los últimos dos diarios de Agate en una nueva edición que se publicó en 1951 y escribió un ensayo informativo introductorio, "Agate y sus nueve Egos".
Jacques Barzun continuó escribiendo sobre educación e historia cultural hasta que se retiró de Columbia. A la edad de 84 años, comenzó a escribir su canto del cisne, al cual dedicó buena parte de la década de 1990. El resultado fue un libro de más de 800 páginas titulado, From Dawn to Decadence: 500 Years of Western Cultural Life, 1500 to the Present, en el cual revela una vasta erudición y una mente brillante no opacada por su edad avanzada.  Historiadores, críticos literarios, y comentaristas populares han aclamado From Dawn to Decadence como una revisión amplia y poderosa de la historia occidental moderna; el libro alcanzó la lista de los superventas del New York Times.  El libro introduce varios novedosos artilugios tipográficos que ayudan a disponer un sistema de referencias cruzadas y ayudan a mantener varias líneas de pensamiento en el libro bajo control.  
Muchas de la páginas incluyen una cita en el margen –por lo general no muy conocida, y a menudo sorprendente y humorística– de algún autor o figura histórica. En el 2007, Barzun dijo que "La vejez es como aprender una nueva profesión. Y ciertamente no una que uno haya elegido."